# Villeneuve-la-Garenne
Villeneuve-la-Garenne /vilˈnøv la ɡaˈʁɛn/ è un comune francese di 25 143 abitanti situato nel dipartimento dell'Hauts-de-Seine nella regione dell'Île-de-France.

## Società

### Evoluzione demografica
Abitanti censiti